# Лотербур
Лотербур (фр. Lauterbourg [lotɛʀˈbuːʀ]; нем. Lauterburg) — город и коммуна на северо-востоке Франции в регионе Гранд-Эст (бывший Эльзас — Шампань — Арденны — Лотарингия), департамент Нижний Рейн, округ Агно-Висамбур, кантон Висамбур. До марта 2015 года коммуна являлась административным центром одноимённого упразднённого кантона.

## Историческая справка
До 1 января 2016 года город являлся частью региона Эльзас, департамента Нижний Рейн, округа Висамбур и кантона Лотербур. В Объединении муниципальных образований в отделе Нижний Рейн французского региона Эльзас был представлен пятью делегатами. Мэр — Жан-Мишель Фош.

## Географическое положение
Лотербур расположен на границе с Германией, неподалёку от места слияния рек Лаутер и Рейн. Является самой восточной точкой материковой Франции.
Площадь коммуны — 11,25 км², население — 2191 человек (2006) с тенденцией к стабилизации: 2257 человек (2013), плотность населения — 200,6 чел/км².

## Население
Население коммуны в 2011 году составляло 2211 человек, в 2012 году — 2234 человека, а в 2013 году — 2257 человек.
| 1962 | 1968 | 1975 | 1982 | 1990 | 1999 | 2006 | 2008 | 2011 | 2012 | 2013 |
| ---- | ---- | ---- | ---- | ---- | ---- | ---- | ---- | ---- | ---- | ---- |
| 1795 | 2261 | 2442 | 2467 | 2372 | 2269 | 2191 | 2241 | 2211 | 2234 | 2257 |

Динамика населения:

## Экономика

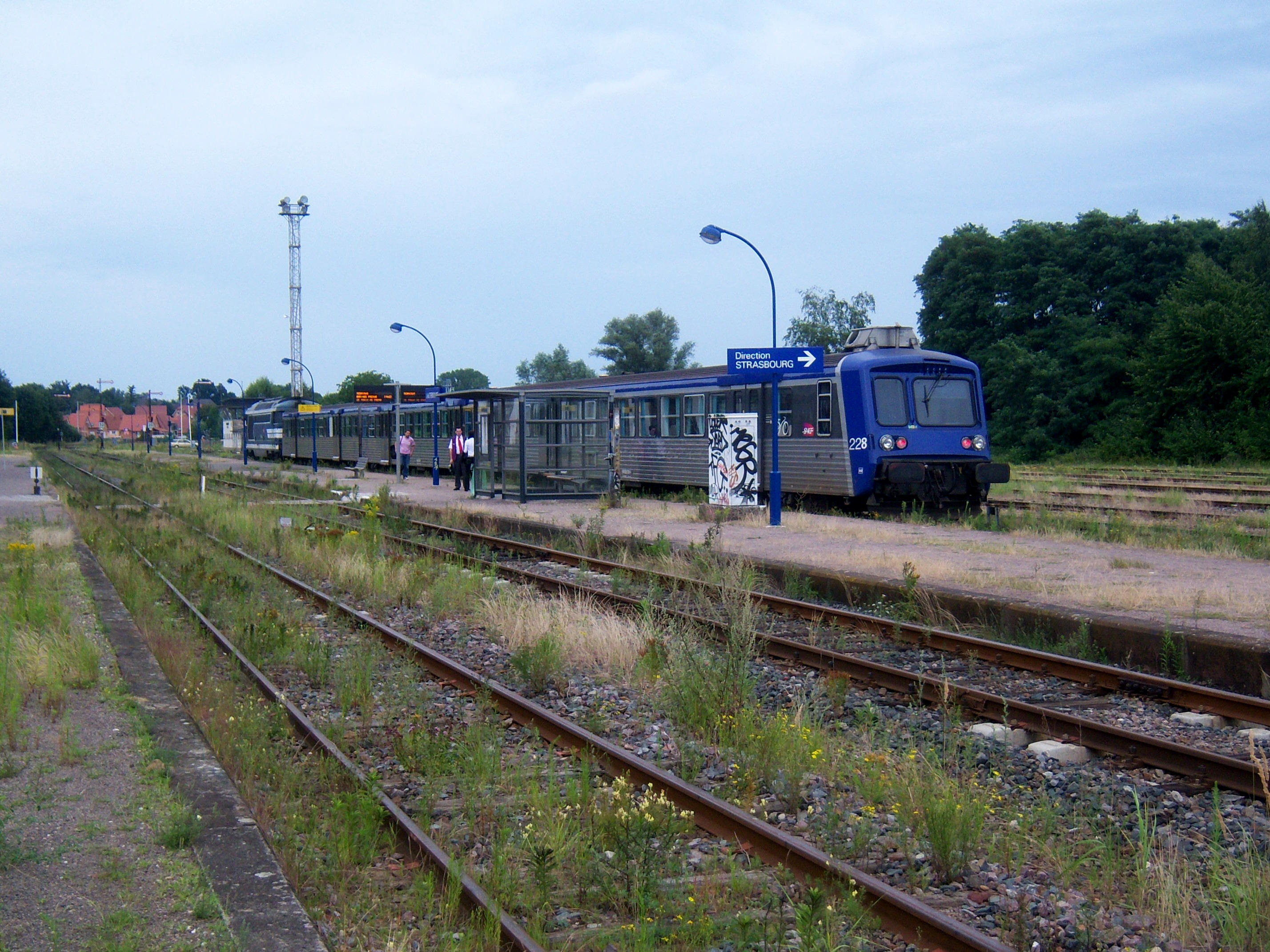
Поезд Национальной компании французских железных дорог (SNCF) на вокзале Лотербура на пути в Страсбург

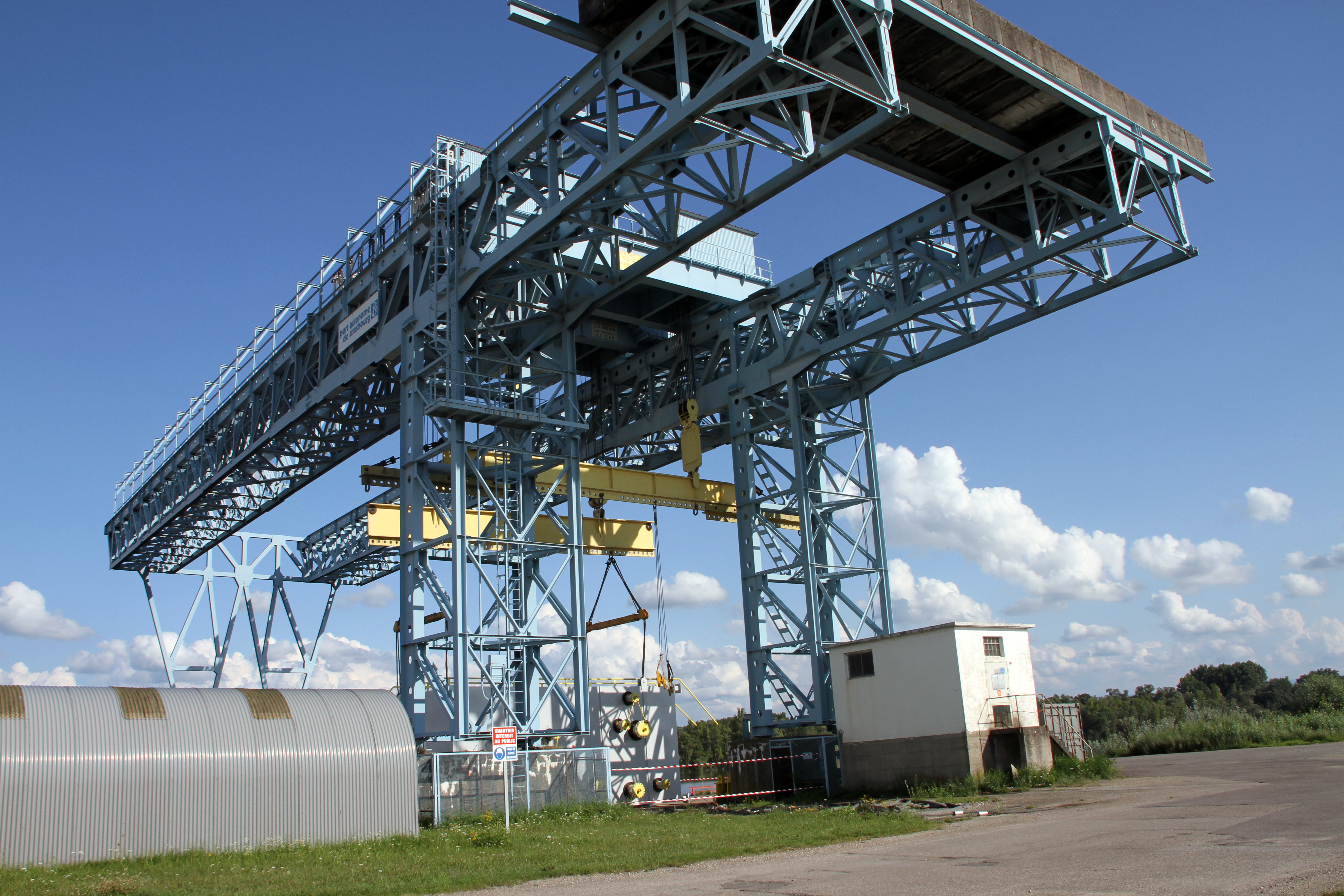
Лаутербург гавань

От Лотербура участки железной дороги идут в направлении Страсбурга (Страсбург-Лотербур) и Вёрт-на-Рейне (Бьенвальдбан). Железнодорожный вокзал функционирует с 1876 года и соединяет в единую сеть Французские железные дороги (SNCF) и Немецкие железные дороги (Deutsche Bahn). Лотербур — также является участником транспортного объединения Неккар Рейна и транспортного объединения Карлсруэ. Движение электропоездов не предусмотрено, таким образом используются только дизельные поезда. Около Лотербура оканчивается французский автобан A35 и переходит в немецкую автомобильную дорогу № 9 федерального значения.
В городе расположены металлургический завод, химическая фабрика и завод минеральных удобрений. Кроме того, оборудован порт на Рейне, который преимущественно используется для транспортировки грузов и товаров. Танкеры и грузовые суда снабжают заводы и предприятия химической промышленности, а также производство минеральных удобрений необходимыми видами сырья.
В 2010 году из 1566 человек трудоспособного возраста (от 15 до 64 лет) 1174 были экономически активными, 392 — неактивными (показатель активности 75,0 %, в 1999 году — 72,3 %). Из 1174 активных трудоспособных жителей работали 1038 человек (609 мужчин и 429 женщин), 136 числились безработными (58 мужчин и 78 женщин). Среди 392 трудоспособных неактивных граждан 108 были учениками либо студентами, 120 — пенсионерами, а ещё 164 — были неактивны в силу других причин.

## Климат
Климат Лотербура континентальный со значительной амплитудой температур по сезонам. Зима тёплая с частыми осадками в виде мокрого снега, лето нежаркое.

## Спорт
Местной команде по регби, принадлежащей спортивному клубу ASL Lauterbourg, удалось отпраздновать победу на Чемпионате Эльзаса в сезоне 2006/2007.

## Достопримечательности

### Миссионерский крест

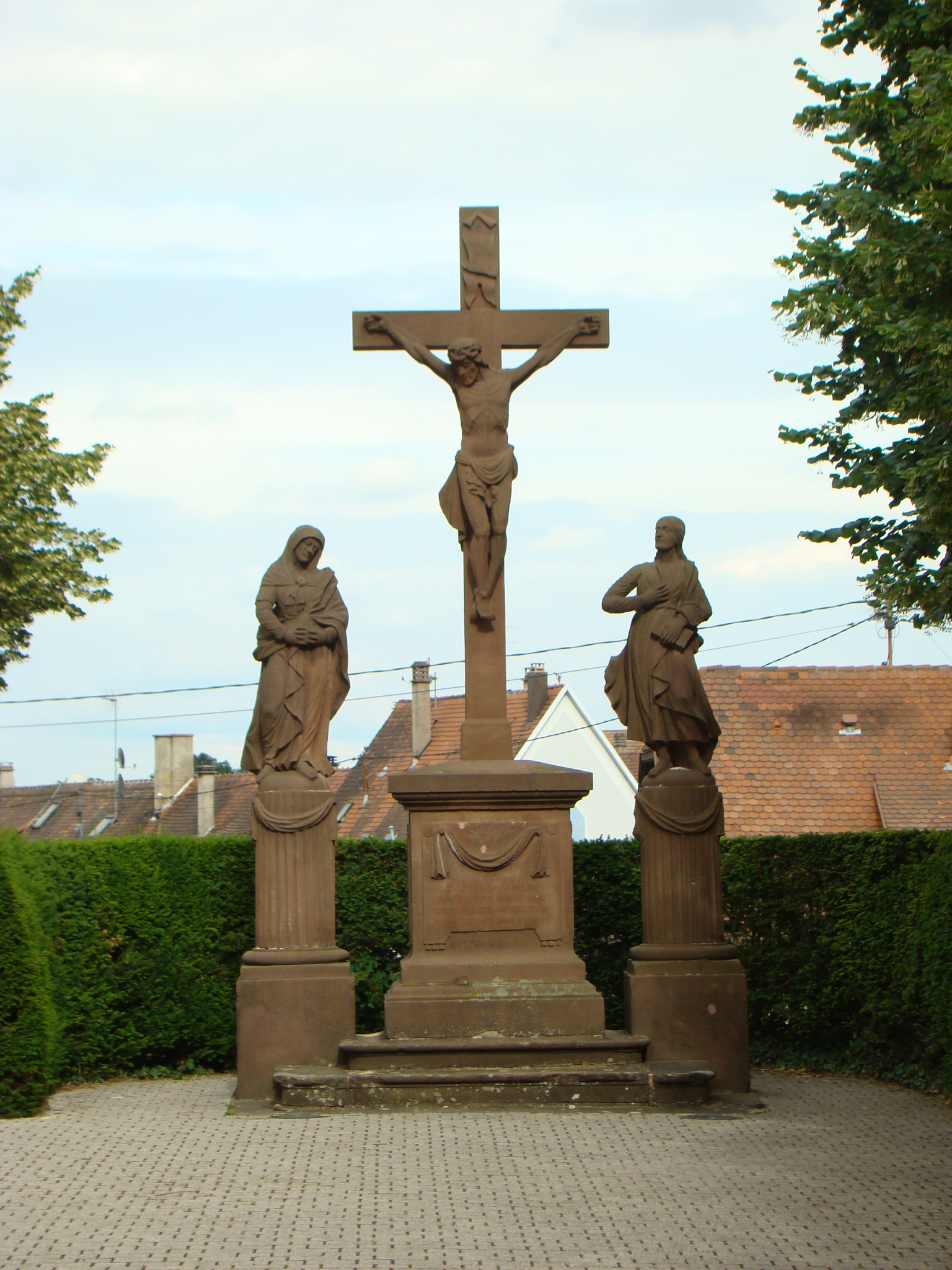
Миссионерский крест, 1810

Миссионерский крест (фр. Calvaire) — каменное распятие в центре города, скульптура 1810 года. Изображает распятого Иисуса, плач Марии и святую Жанну д’Арк. Первое подобное распятие в Лотербуре было сооружено в конце 15 века. Оно было открыто в 1478 году (по другим данным, 1489) местными цехами пекарей и мясников. Возможно, что установку креста инициировал князь-епископ Шпайера, которому подчинялся Лотербур. В 1794 скульптурная группа была разрушена во времена Великой Французской революции. В 1810 году был сооружён новый крест, который был освящён в том же самом году священником города, преподобным Хайнрихом Вильгельмом Списсэ (1750—1824). 3 июня 1932 года этому монументу был присвоен особый статус исторического памятника Франции, присваиваемый государством объектам большой архитектурной или исторической ценности. Во время урагана 15 января 1978 года скульптура была сильно повреждена. Реконструирована 29 октября 1981 года и снова освящена на 1,5 года позже, 10 июля 1983 года, жителем Лотербура, священником Жан-Клодом Райхертом в день проведения его первой мессы в церковном приходе Лотербура.

Скульптурная группа состоит из трех фигур. В центре на постаменте расположено 180-сантиметровое распятие. Слева от него фигура Девы Марии, высотой 160 сантиметров, и справа от креста 170-сантиметровая статуя французской национальной героини Жанны д’Арк.

### Старое еврейское кладбище

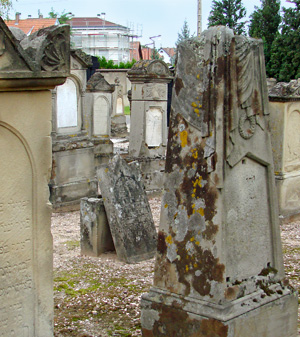
Еврейское кладбище в Лотербуре

Еврейское кладбище (фр. Cimetière juif) — является прежним местом захоронений бывшей еврейской общины города. Со времен средневековья еврейская община Лотербура хоронила своих членов в Пфальце, а с начала 18 века в качестве места захоронений служило кладбище в Висамбуре.
Примерно в 1875 году было выдано разрешение на открытие кладбища в Лотербуре. Оно был создано за пределами городских стен, к югу от христианского кладбища. Старейшая существующая могила датируется 1877 годом. 

Во время Второй мировой войны, три четверти из примерно 40 человек еврейской общины были депортированы и убиты. Местная синагога уничтожена в июне 1940 года. После войны существование еврейской общины не было восстановлено. Кладбище было осквернено в 1964 году.

## Известные уроженцы
- Жорж Голдерис[фр.] (1912—1978), школьный инспектор, заместитель Генерального директора начального образования и Генерального инспектора по образованию в области немецкого языка.
- Калерн — Жанна Мишу[фр.], (13 апреля 1923)-(8 августа 1987) художница, скульптор, жена художника Поля Коннесса[фр.]
- Леопольд Каспари[англ.], бизнесмен, член обеих Законодательных палат штата Луизиана (между 1884 и 1914 годами), родился в Лотербуре в 1830 году.
- Антуан Леви (1832-?), французский раввин и учитель немецкого языка. В 1867—1869 был первым раввином Хоральной синагоги Бухареста, а затем главным раввином и профессором немецкого языка в Карл-лицее в Париже.
- Рюкер фон Лотербур[нем.], (ок. 1400 — 14 марта 1466), католический священник, ректор Лейпцигского университета, и генеральный викарий епархии Шпайера.
- Поль Шмитгеннер[нем.], (1884 — † 1972): Министр по делам религии и образования земли Баден при Третьем рейхе. Он также был архитектором, профессором и ректором Гейдельбергского университета. Родился в Лотербуре 15 декабря 1884 года.

## Фотогалерея

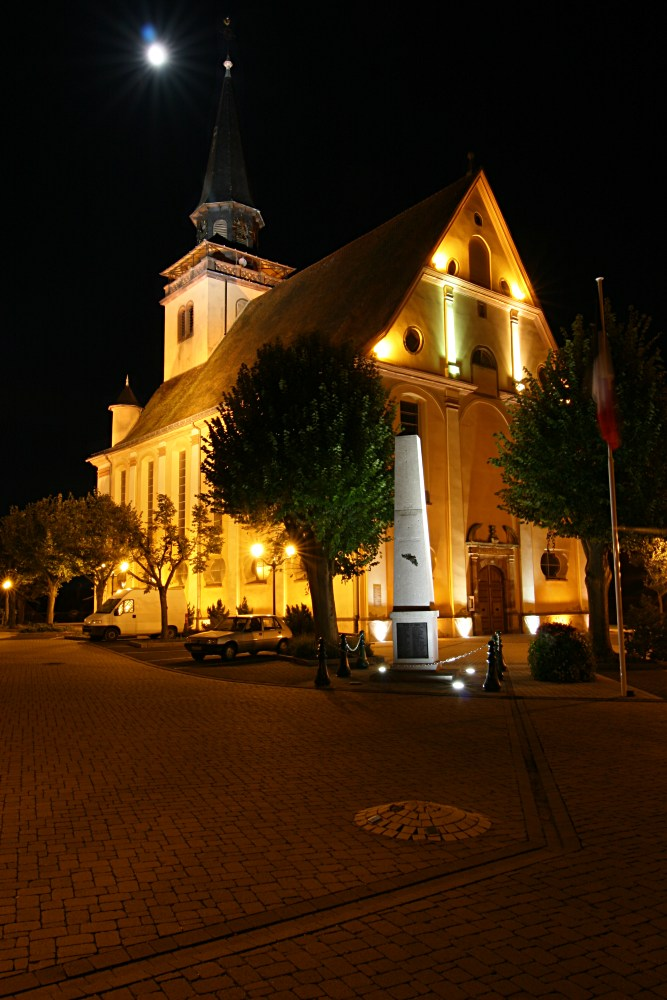
Лотербурская Кирха
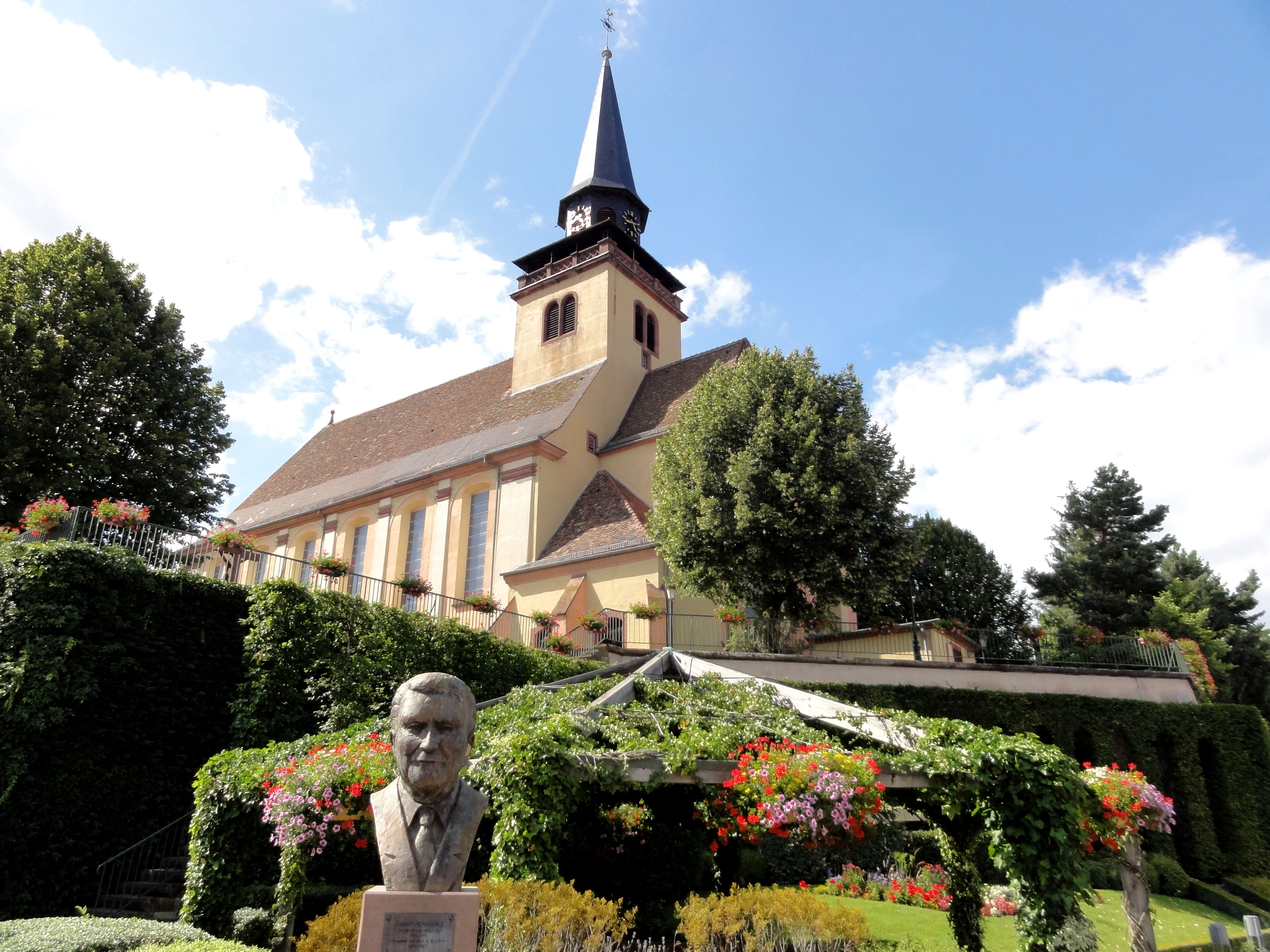
Церковь святой Троицы
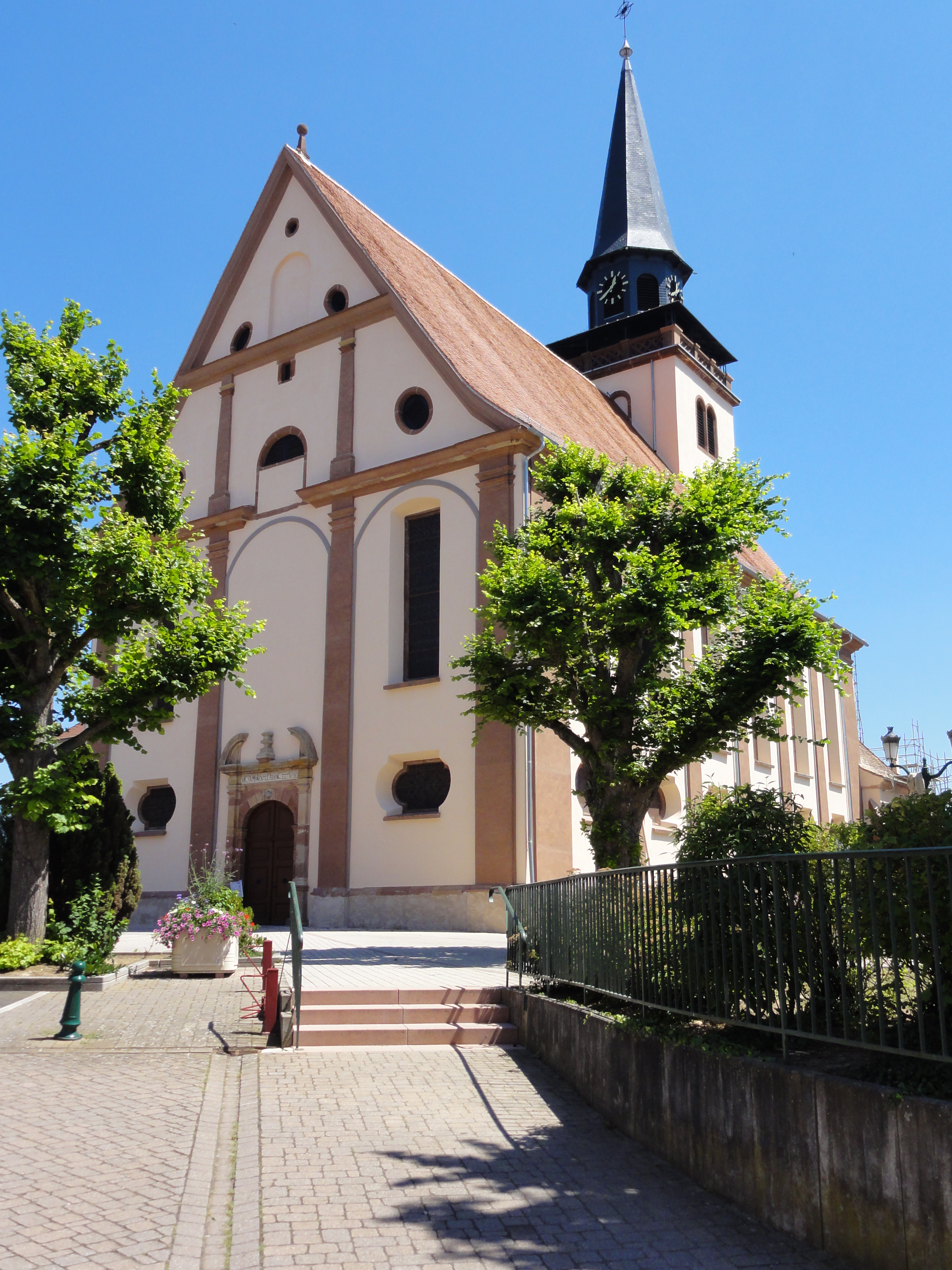
Портал церкви
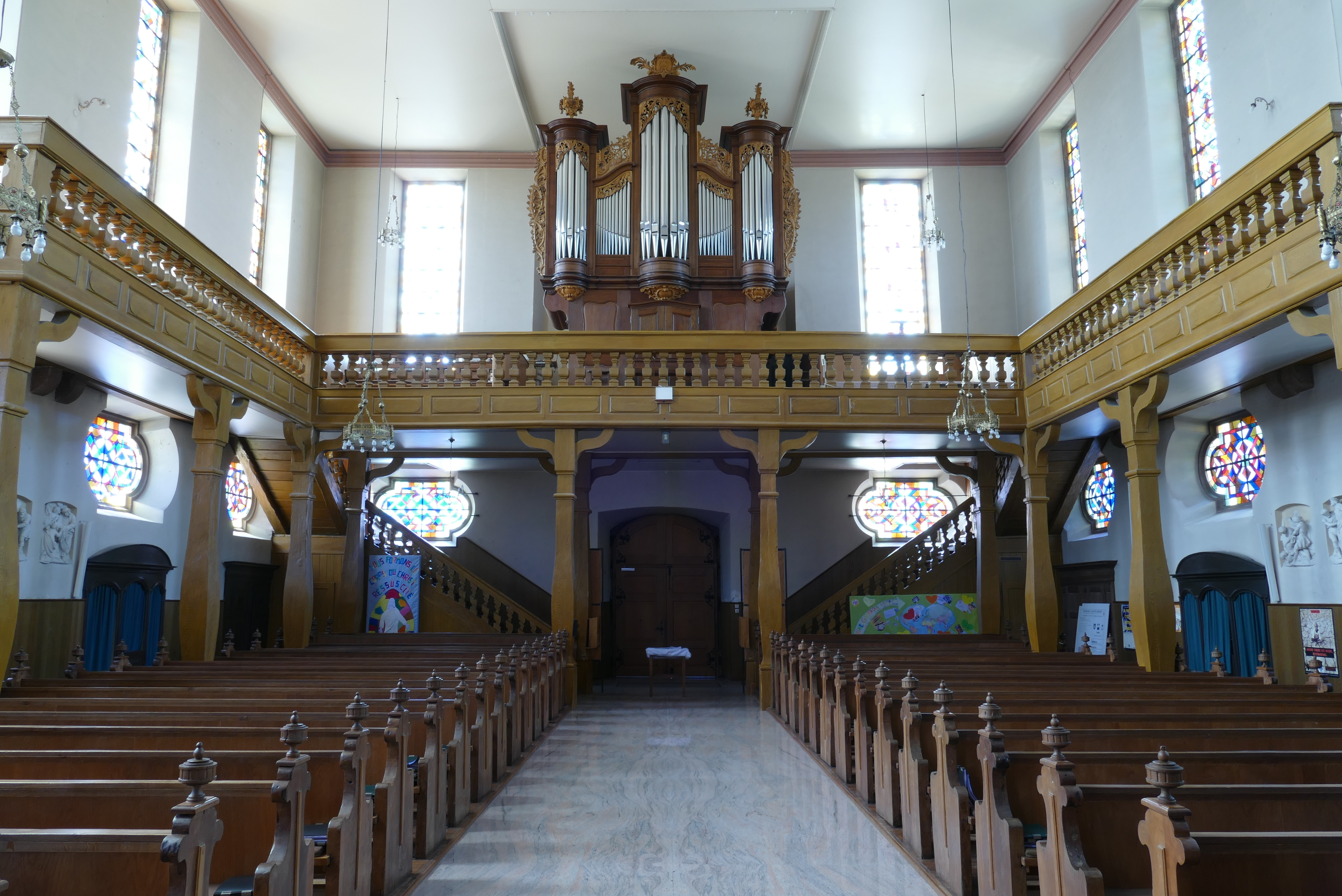
Интерьер, вид на орган
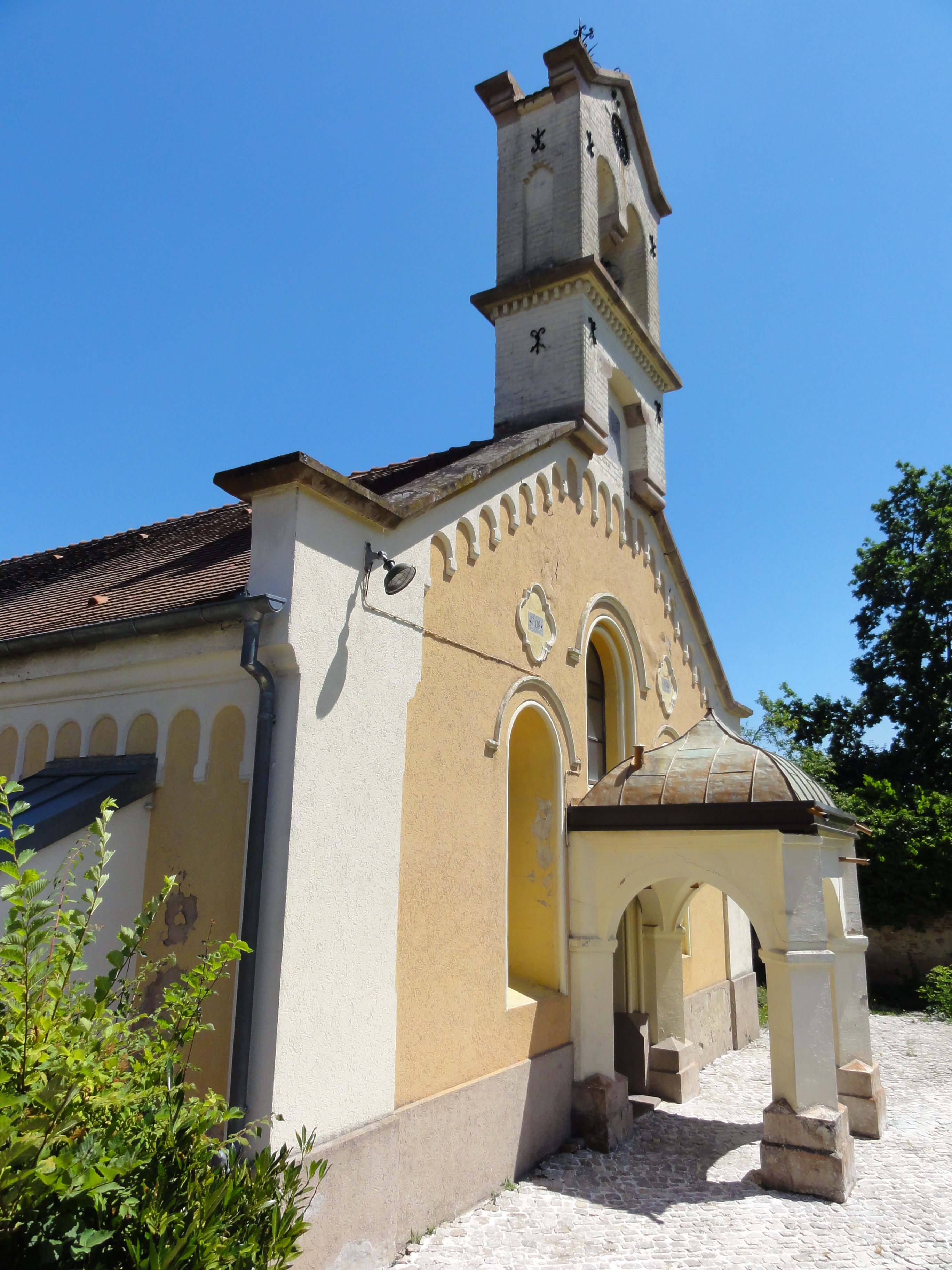
Протестантская церковь
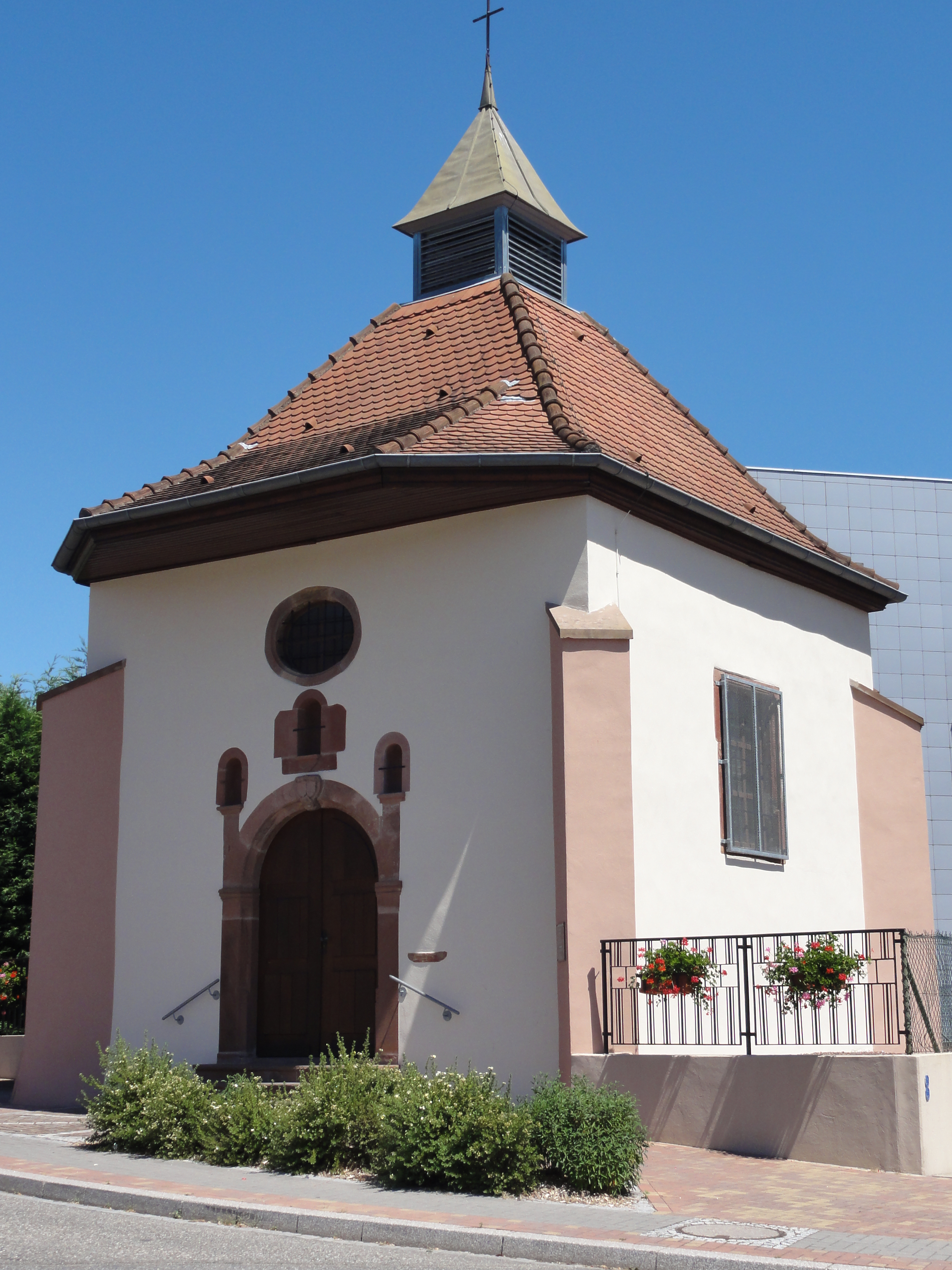
Часовня
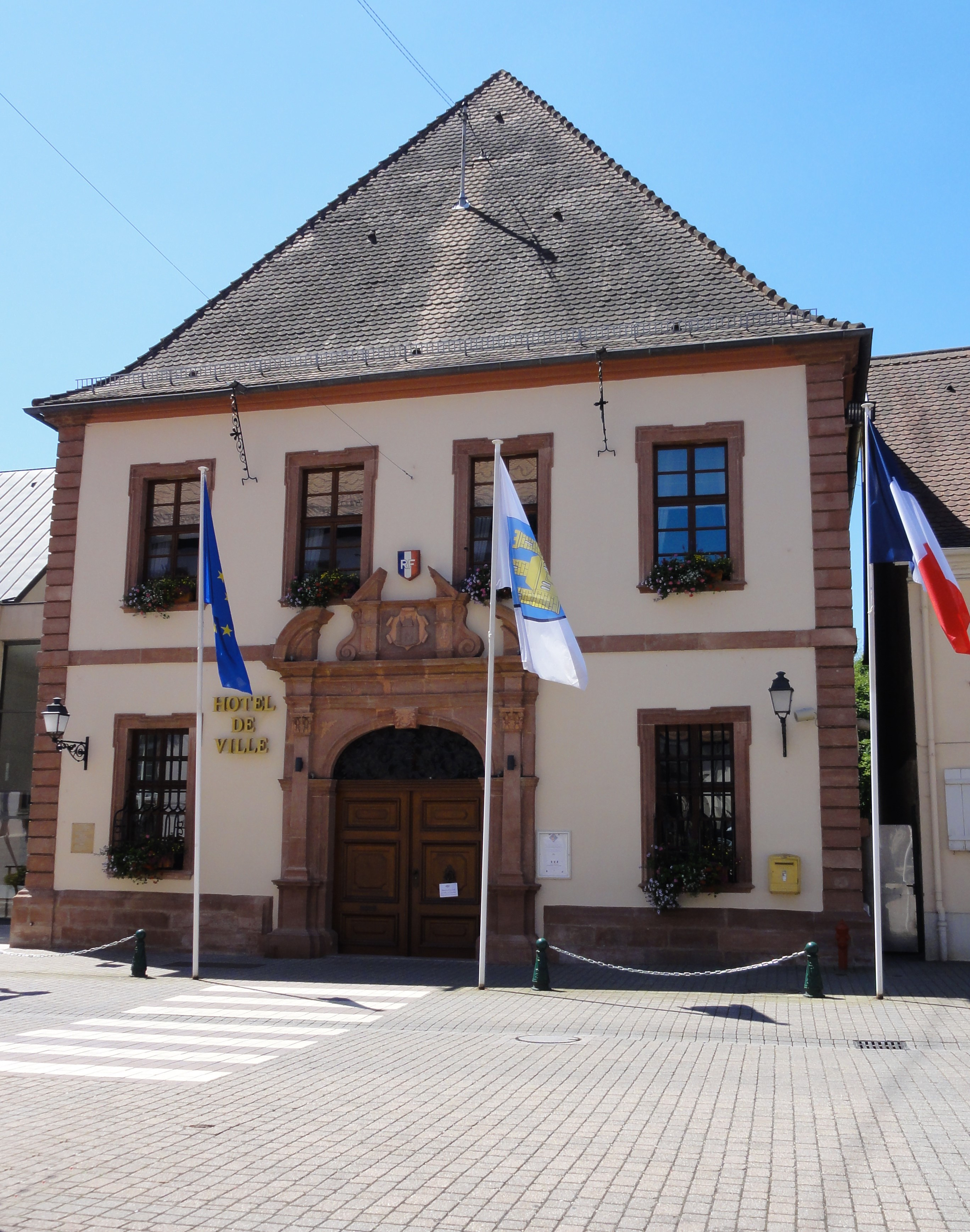
Здание отеля
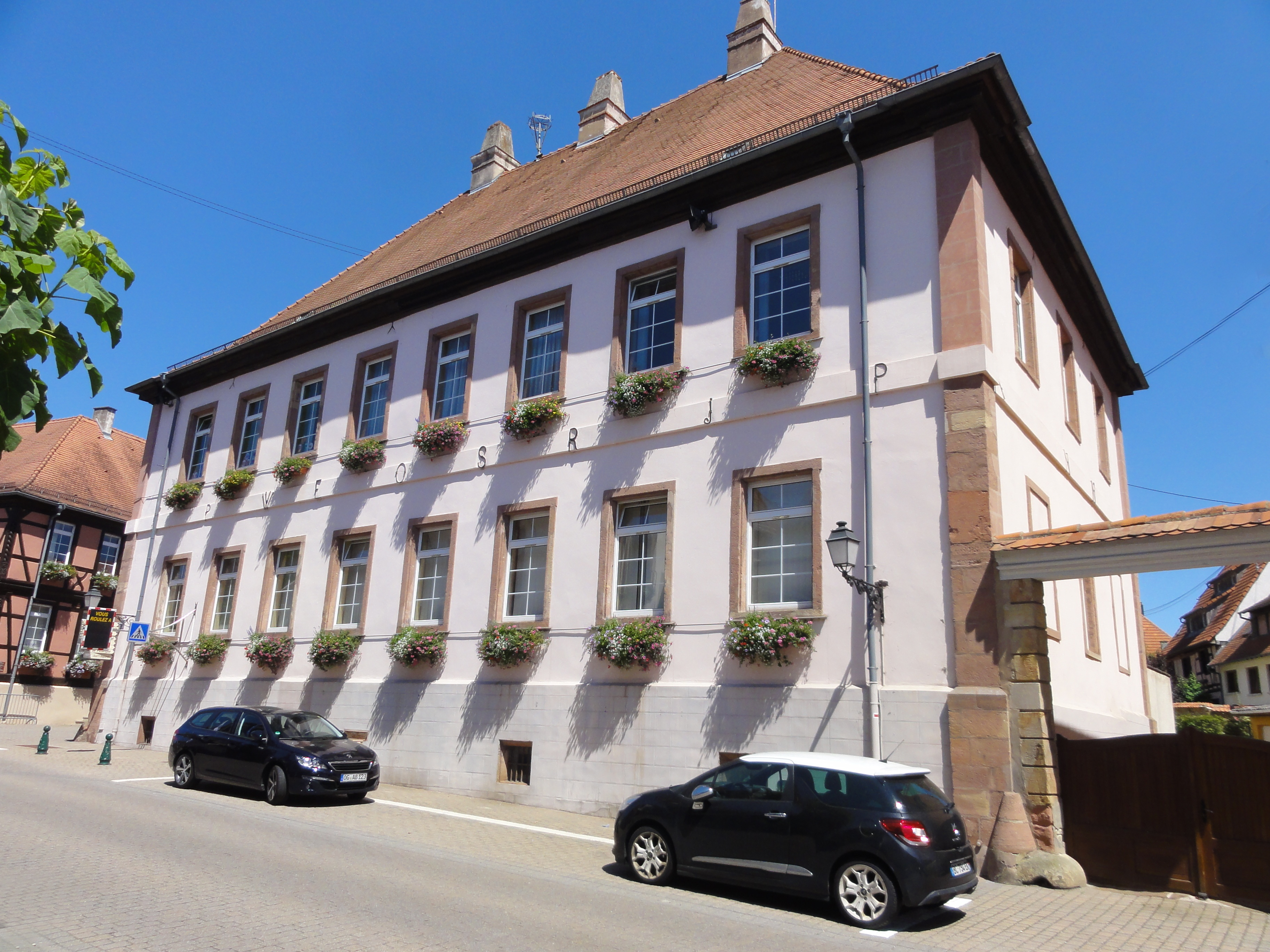
Старый епископский дворец
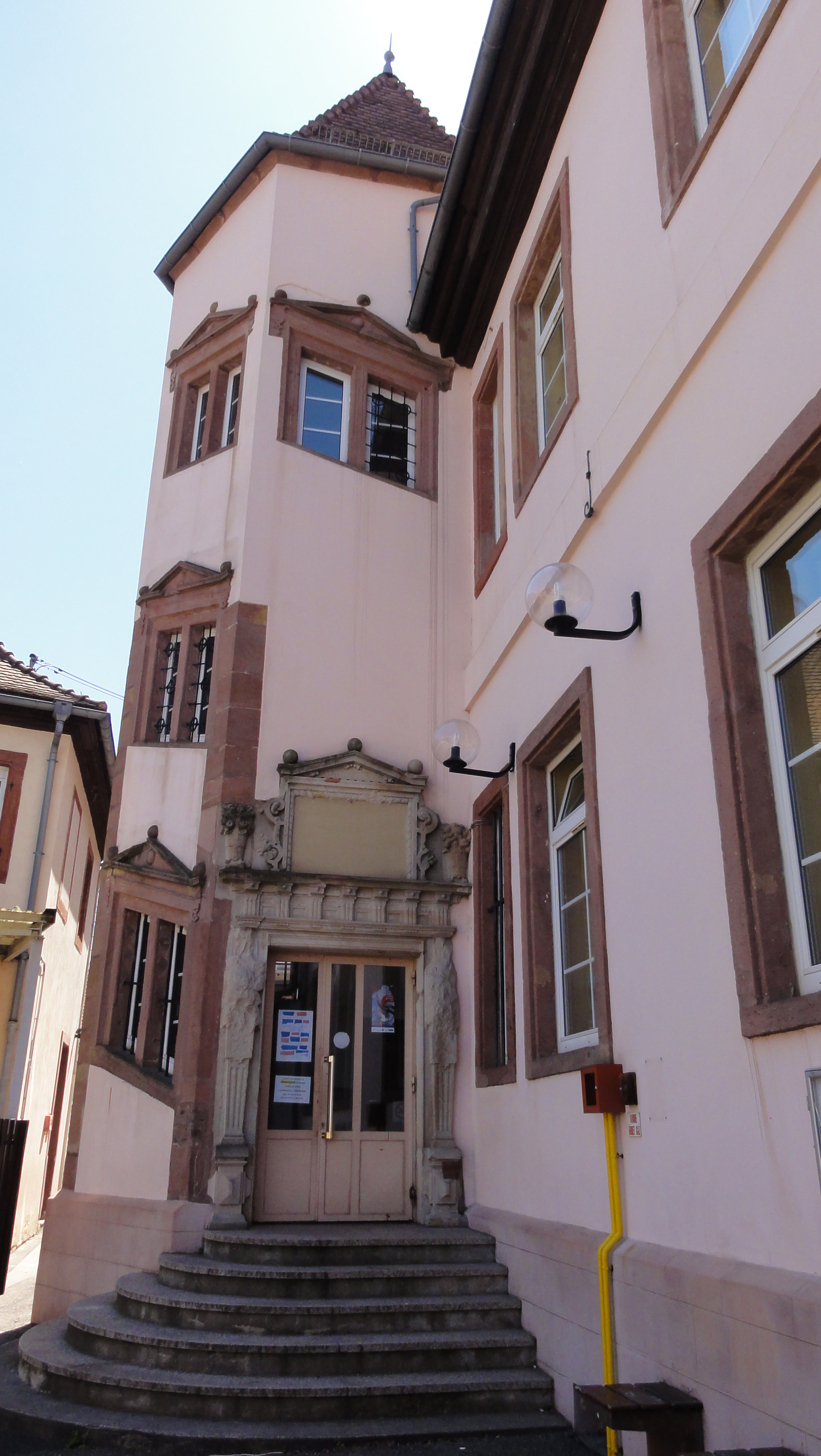
Лестница и портал башни
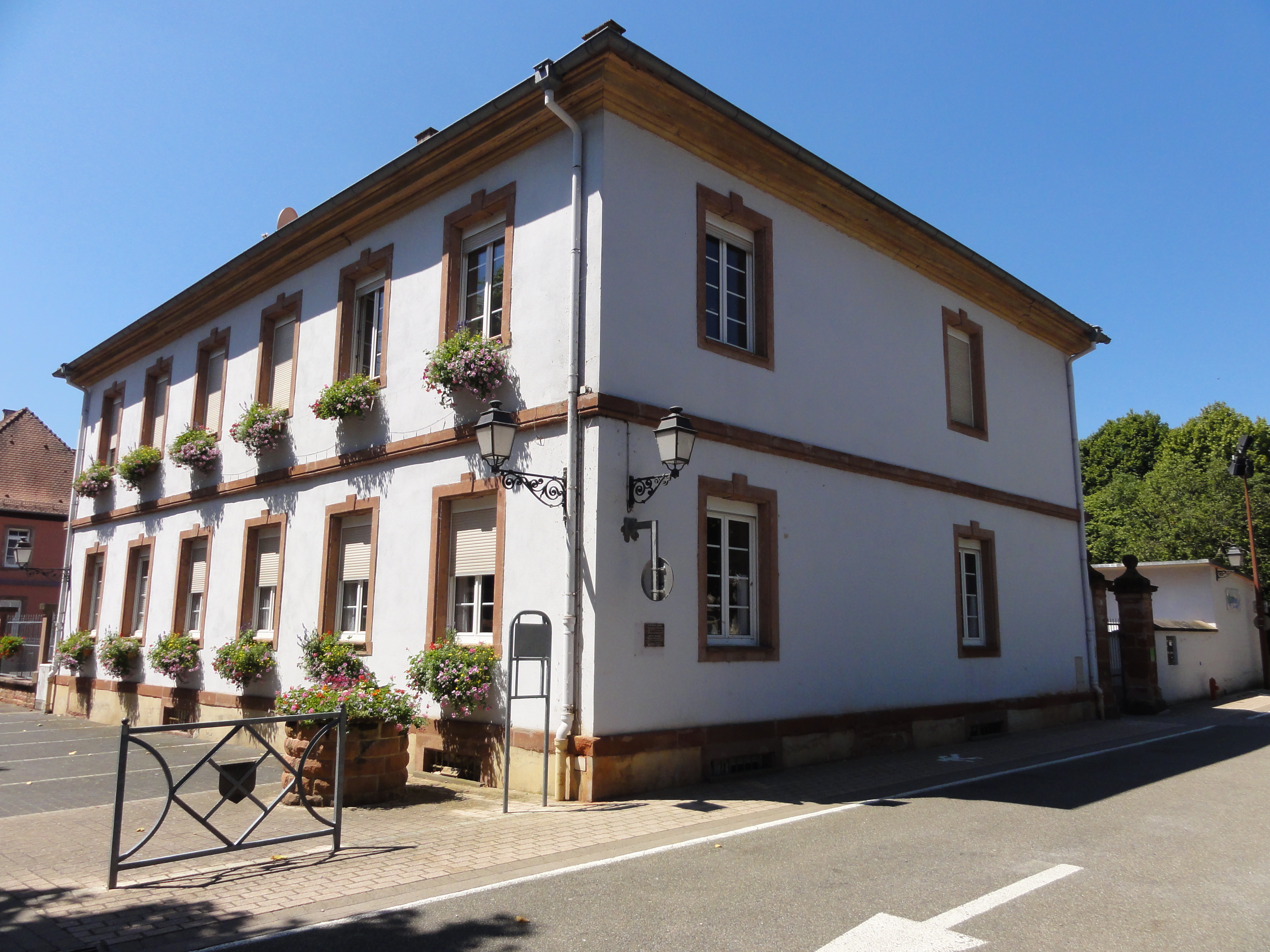
Дом бейлифа, а затем школа и суд
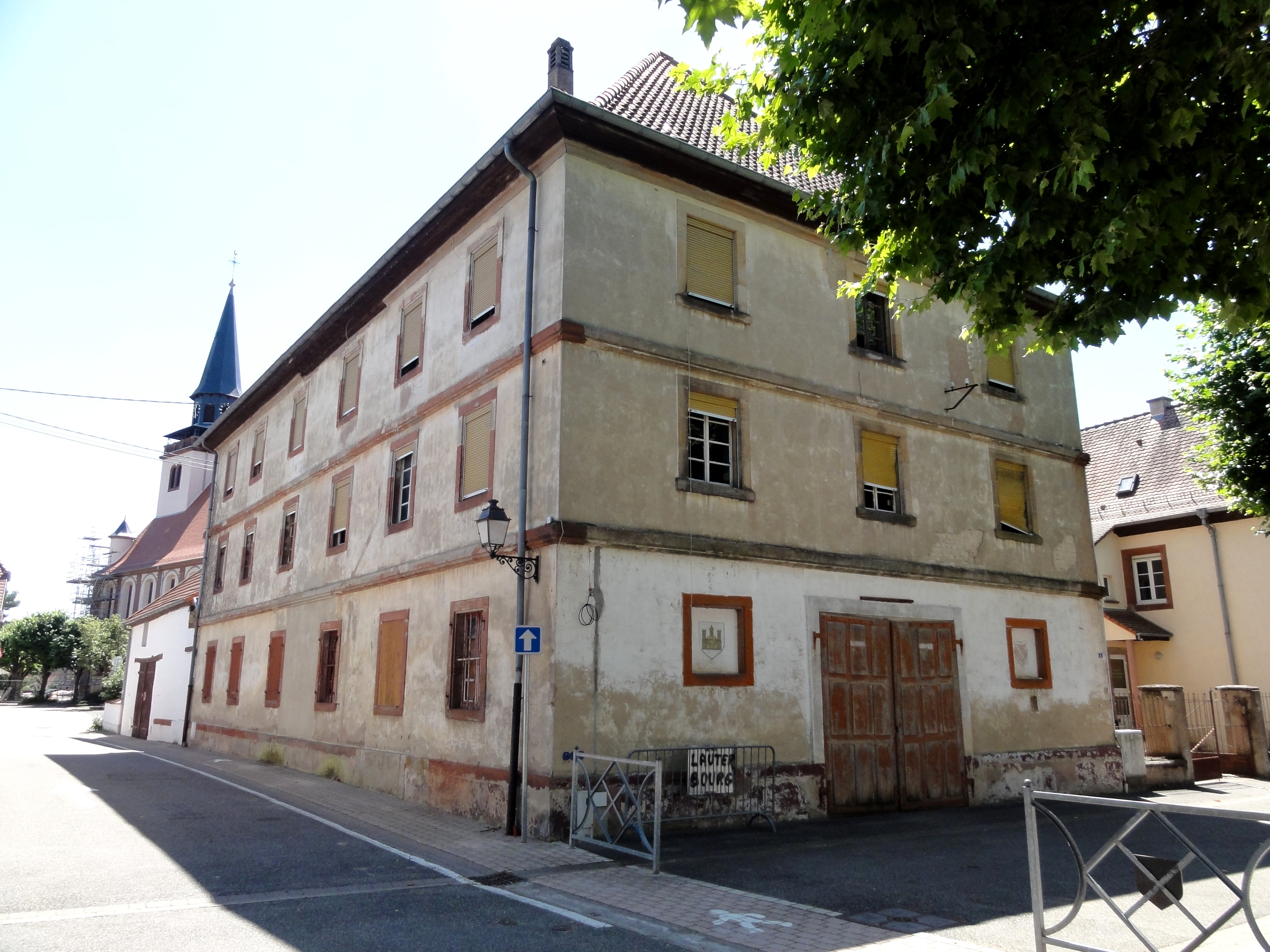
Казармы кавалерии
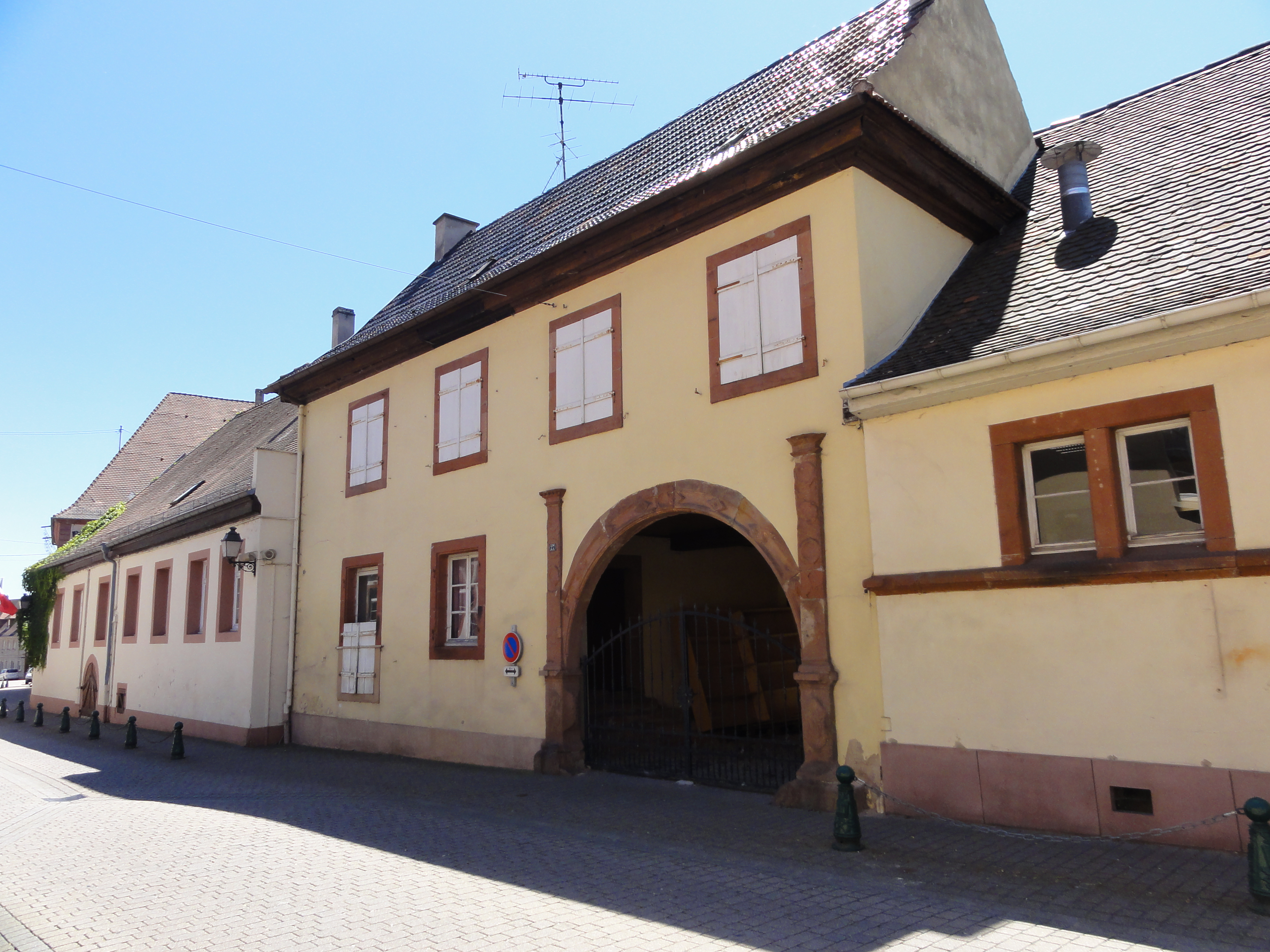
Здание логистики
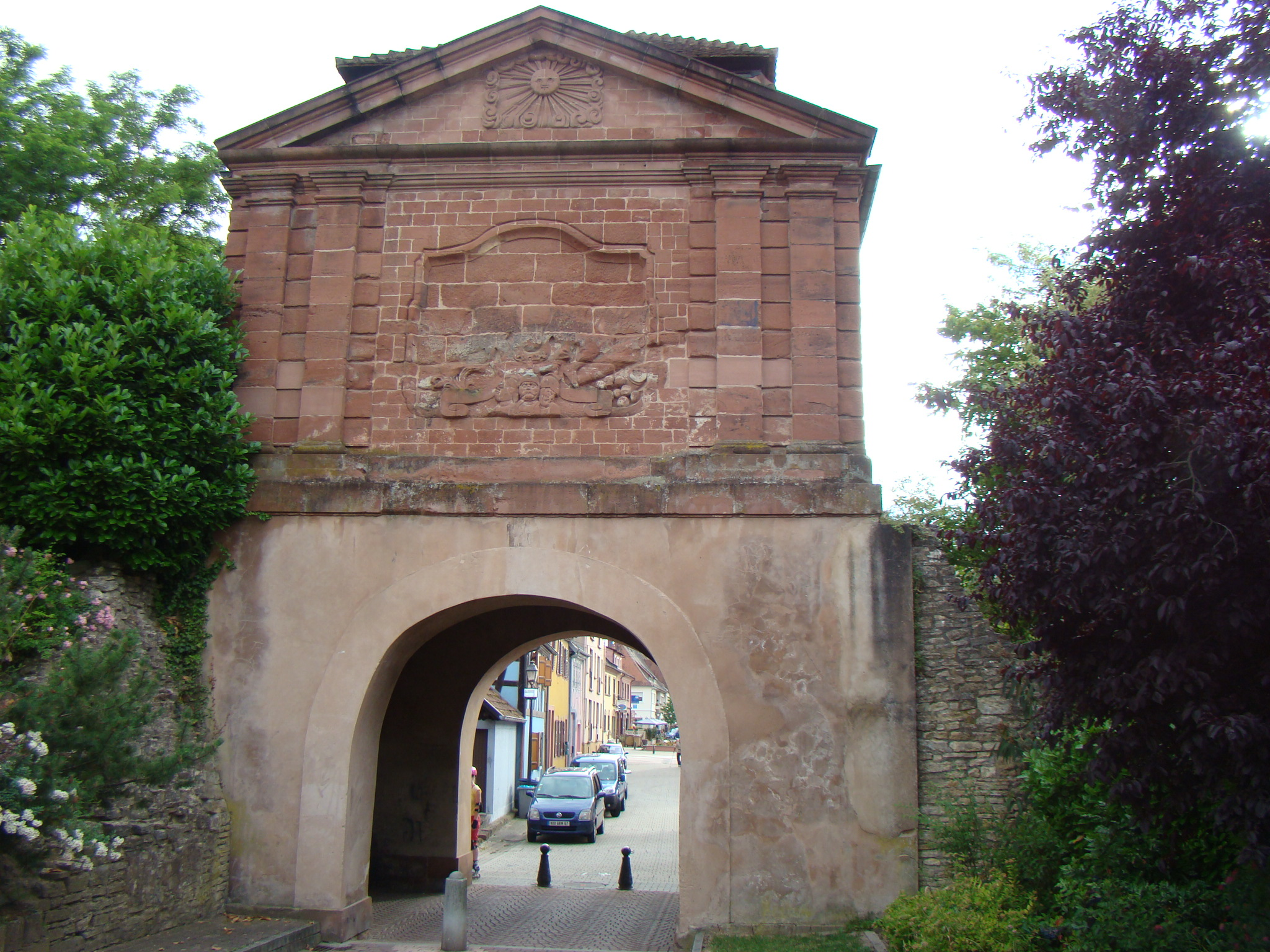
Ворота Ландау
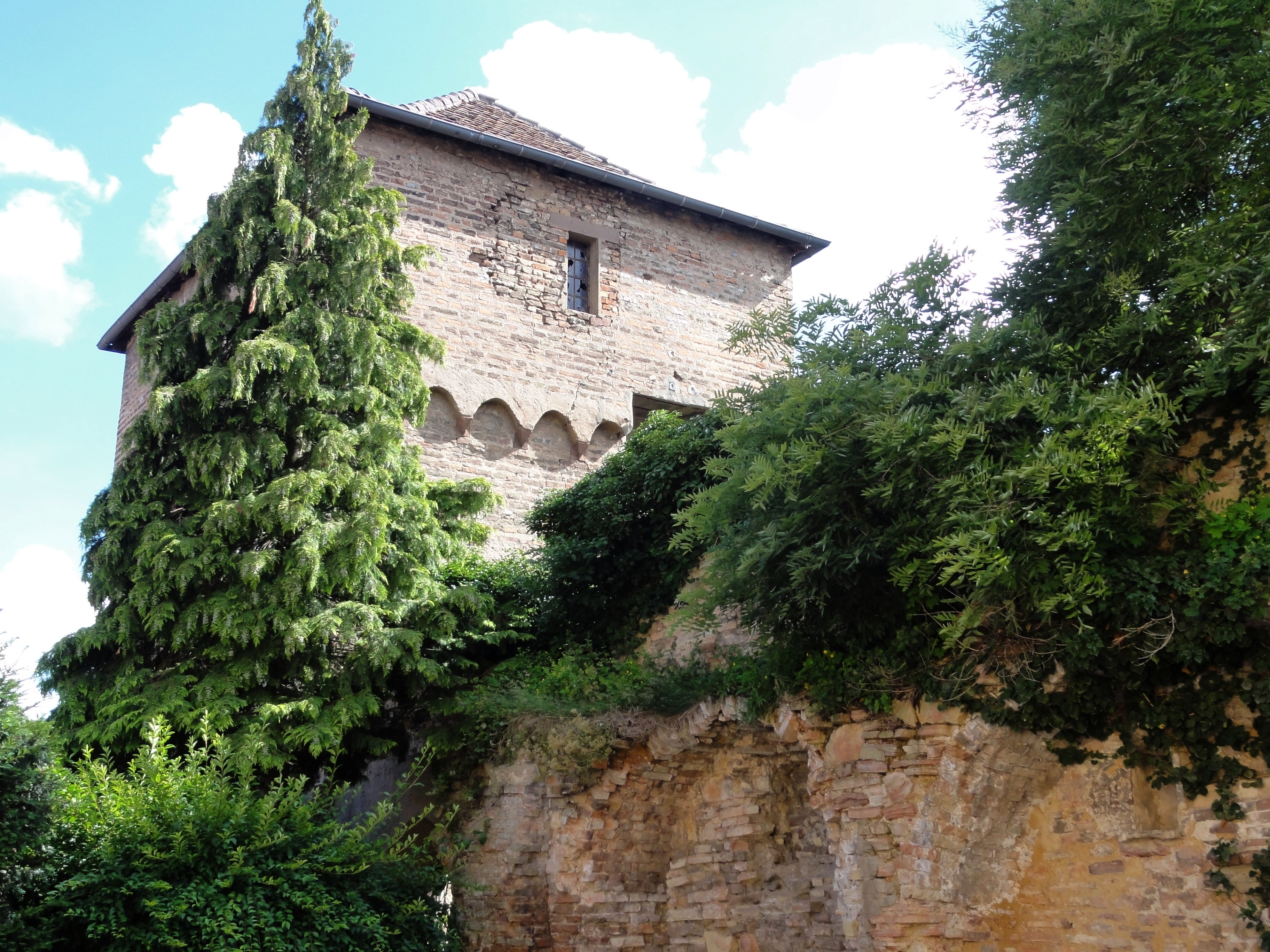
Башня Мясников
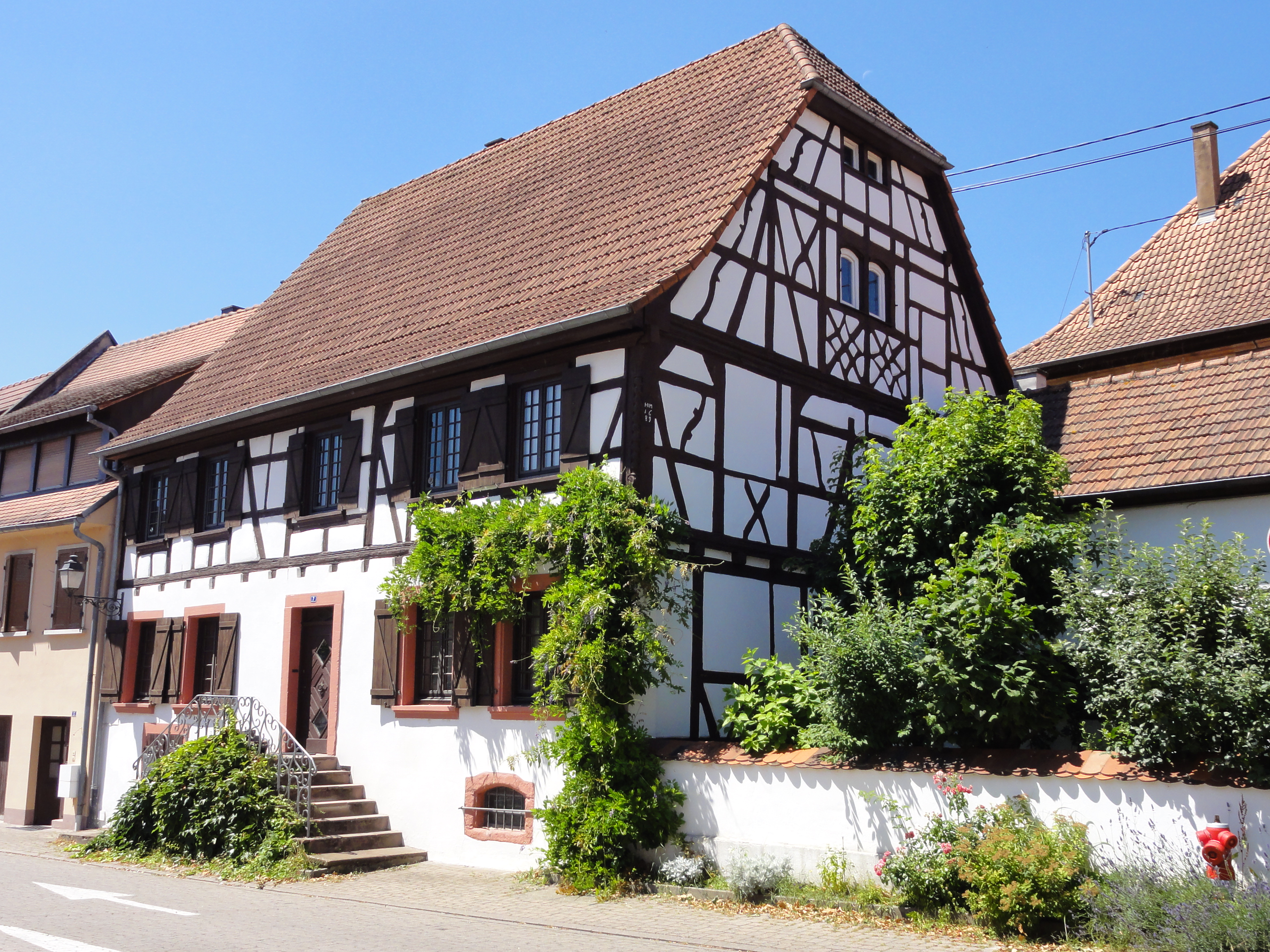
Старое здание
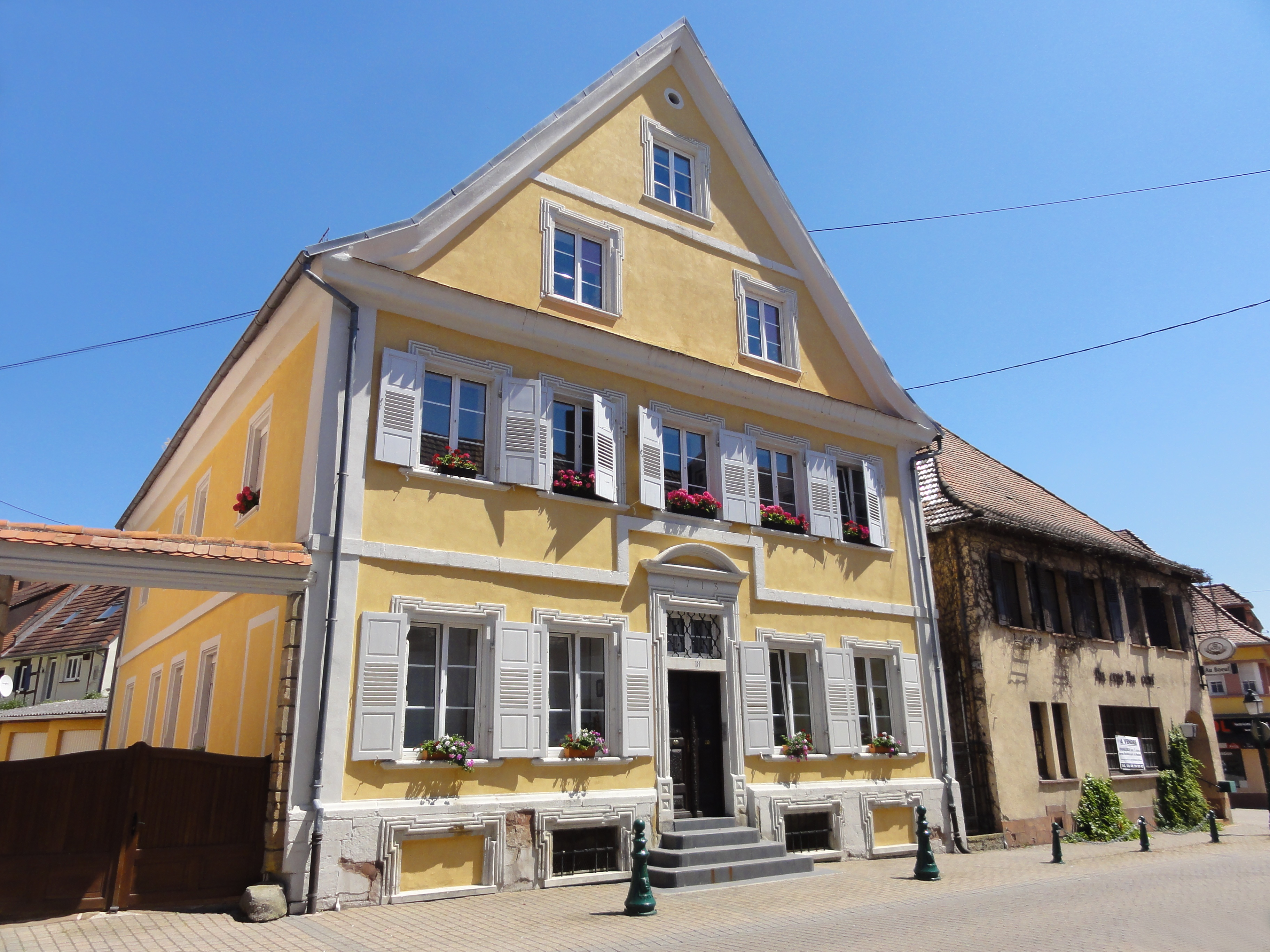
Дом знати
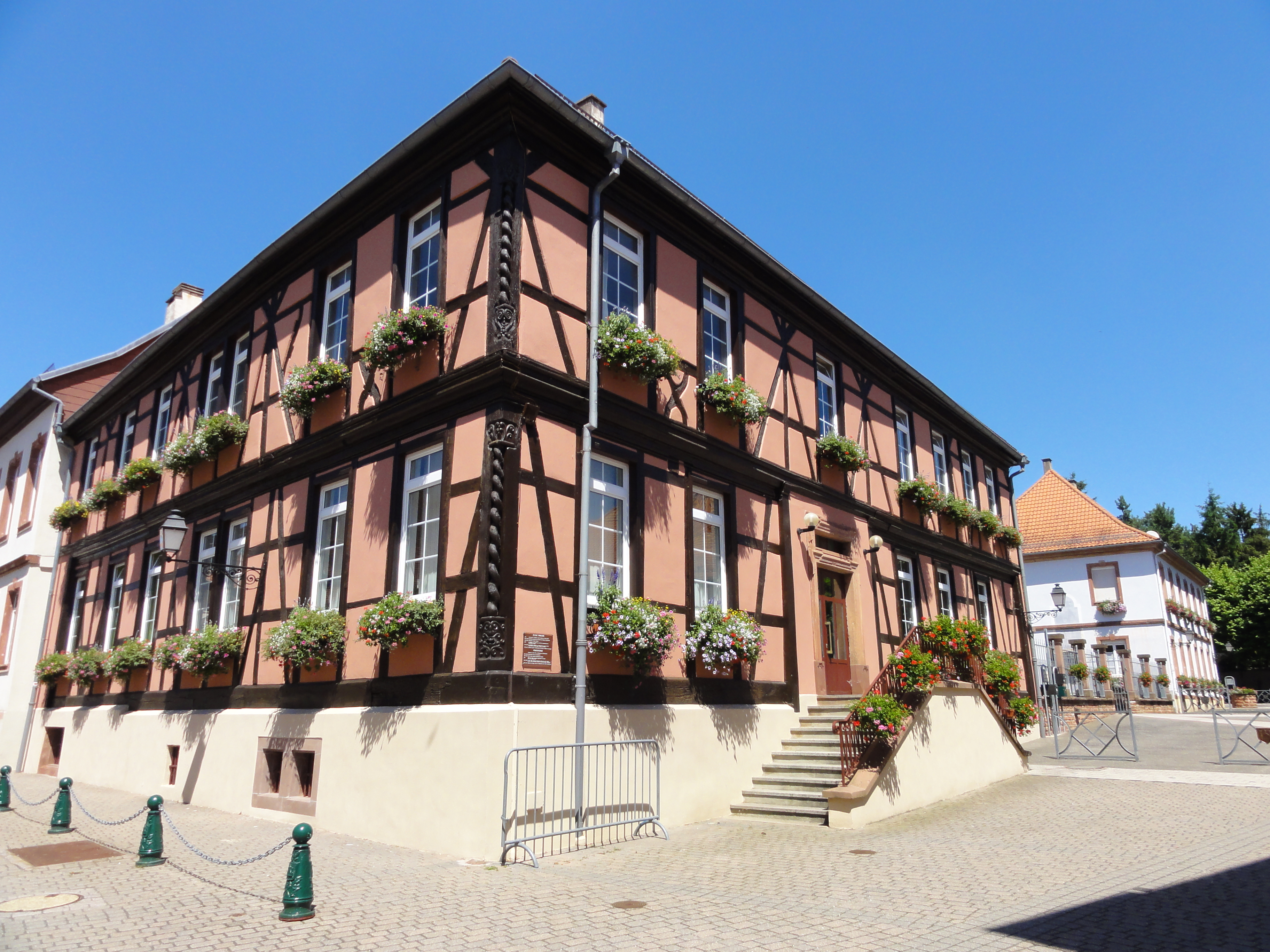
Дом бейлифа
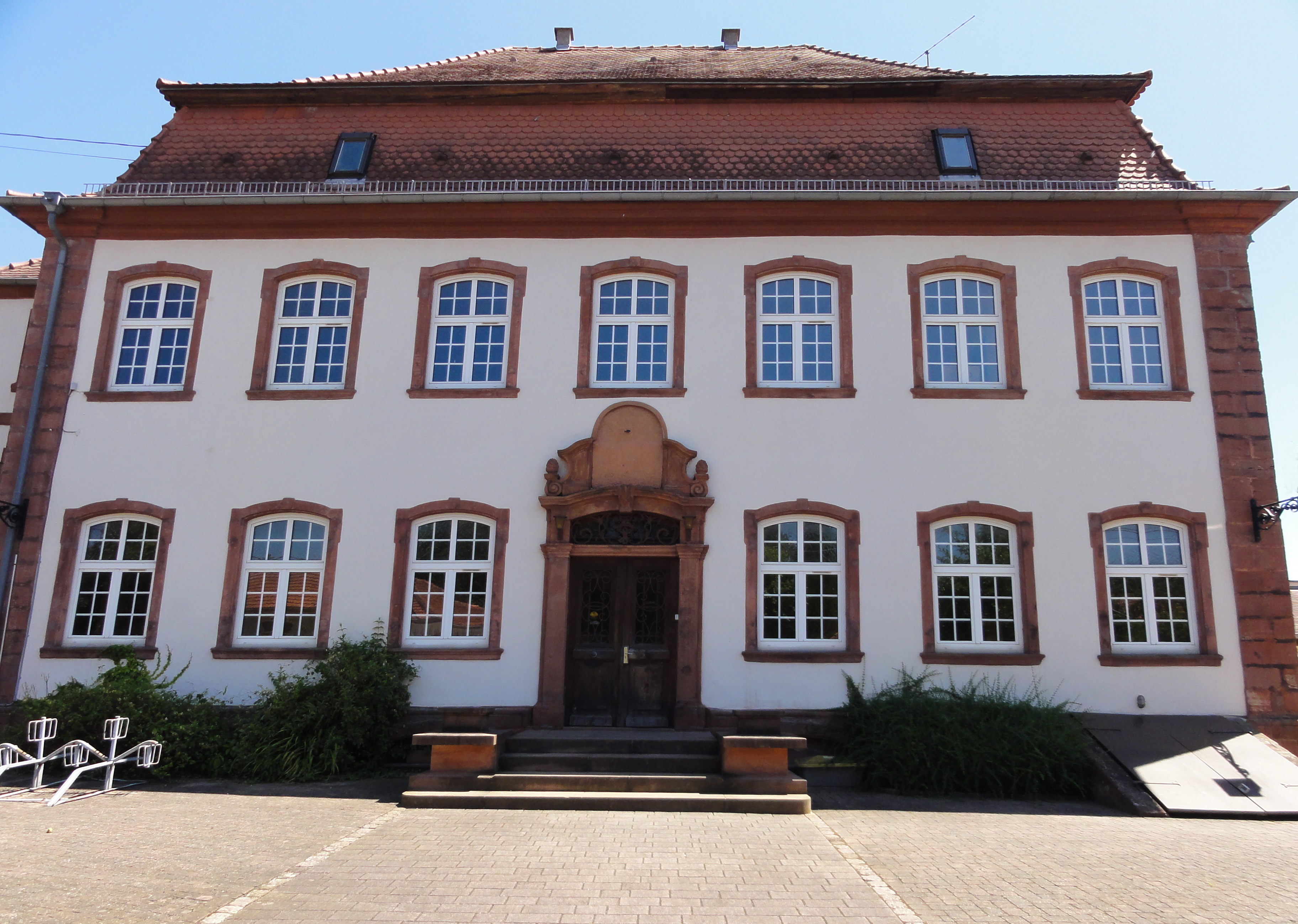
Так называемый дом Адама
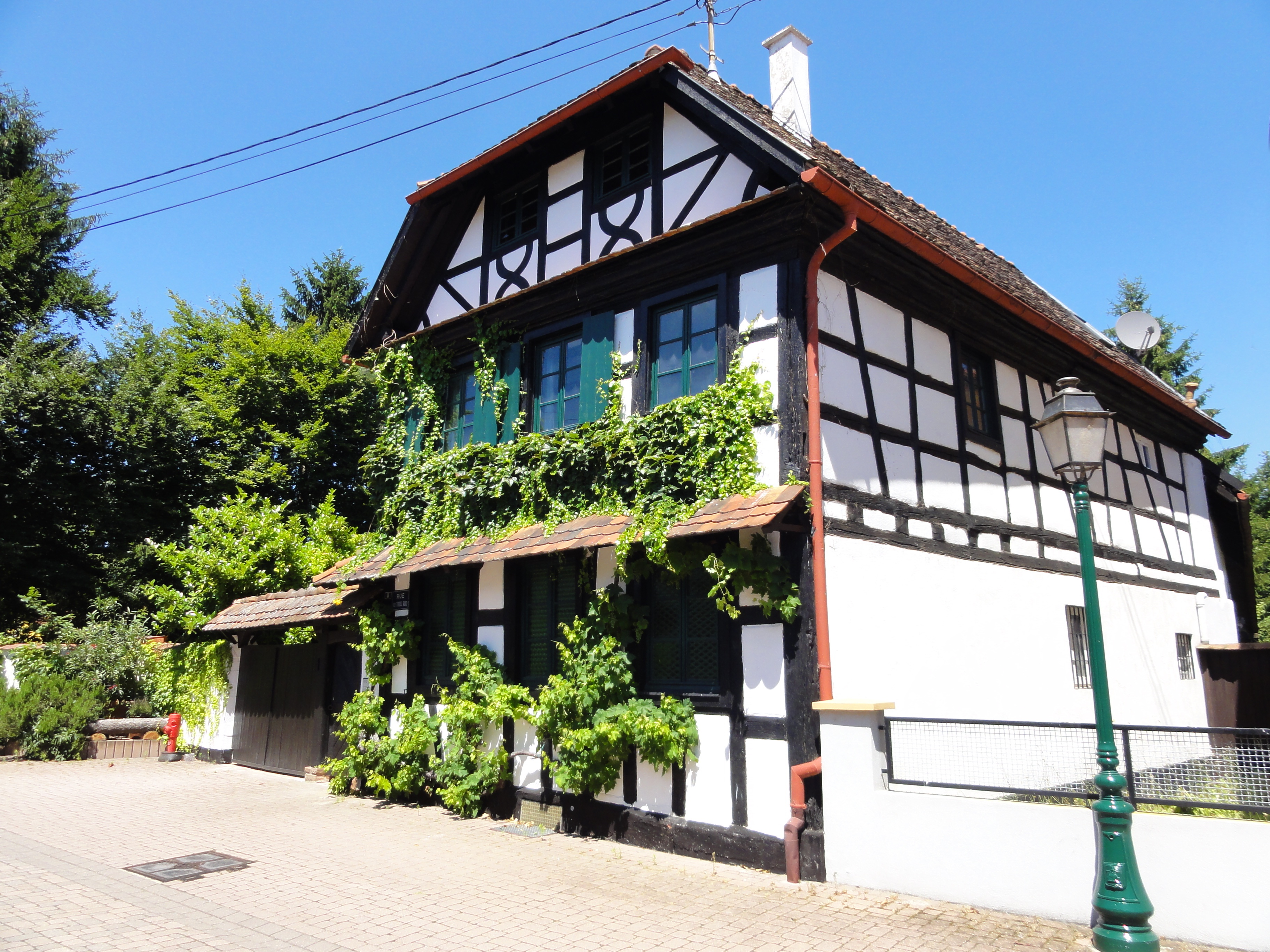
Старое здание
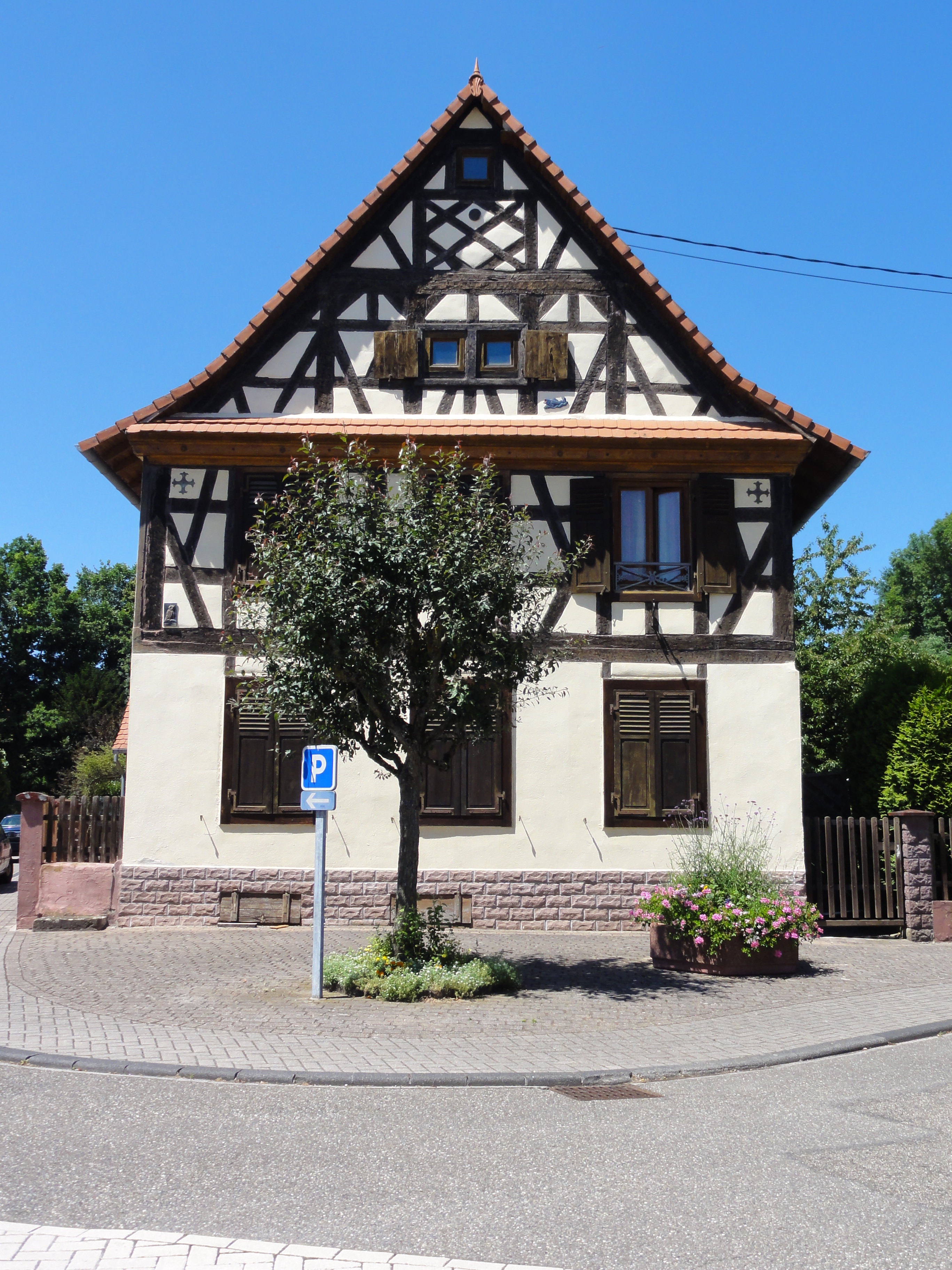
Старое здание